# Contea di Jingyang
La contea di Jingyang (泾阳县S, Jīngyáng XiànP) è una contea della Cina, situata nella provincia dello Shaanxi e amministrata dalla prefettura di Xianyang.